# Lebia quadriannulata
Lebia quadriannulata är en skalbaggsart som beskrevs av Bates. Lebia quadriannulata ingår i släktet Lebia och familjen jordlöpare. Inga underarter finns listade i Catalogue of Life.